# 澤田萌音
澤田 萌音（さわだ もね、2003年（平成15年）4月12日 - ）は、日本の子役である。
ウォーターブルー所属。以前はジョビィキッズプロダクションに所属していた。

## 出演

### バラエティ
- 最終警告!たけしの本当は怖い家庭の医学（テレビ朝日）
- サルヂエ（日本テレビ）
- GO!GO!EIGO（2012年-2013年 、BSフジ）Moja Kids Mone 役

### テレビドラマ
- 筆談ホステス 〜母と娘、愛と感動の25年。届け!わたしの心〜（2010年1月10日、TBS・MBSテレビ）
- 仮面ライダーW（2010年3月7・14日、テレビ朝日） - リコ、堀之内里香子 役
- 怪物くん（2010年4月、日本テレビ）オオカミ男の娘 役
- 桜蘭高校ホスト部 第8話（2011年9月9日、TBS）猫澤霧美 役
- 相棒 Season 10 元日スペシャル（2012年、テレビ朝日）木嶋ひより 役
- 検事・霞夕子3 年一回の訪問者（2012年、フジテレビ）直美 役
- 警視庁捜査一課9係 season7 第5話（2012年、テレビ朝日）下山鳴海 役
- そこをなんとか 第4話（2012年、NHK BSプレミアム）田中絵理紗（少女期）役
- 白虎隊〜敗れざる者たち（2013年1月2日、テレビ東京）西郷田鶴子 役

### 映画
- 奇想曲のアリス（2005年）
- 空気人形（2009年9月26日、アスミック・エース）

### CM
- 日本歯科医師会
- コパトーン
- ライオン、リキッドトップ」大合唱編
- 全国共済農業協同組合連合会、医療共済「べすとけあ120」さまざまな願い編
- ヤマザキパン、ダブルソフト（2009年）名波海紅と共演
- 全日空、旅割 機内アナウンス編
- 花王、メリット さらさらヘアミルク編・母娘編（2009年）
- バンダイ、幸せのオルゴールボックス、シプレ&コフレ